# Distribució hiperbòlica generalitzada
La distribució hiperbòlica generalitzada (GH) és una distribució de probabilitat contínua definida com la barreja normal de variància-mitjana on la distribució de barreja és la distribució gaussiana inversa generalitzada (GIG). La seva funció de densitat de probabilitat (vegeu el quadre) es dona en termes de funció de Bessel modificada del segon tipus, denotada per {\displaystyle K_{\lambda }}. Va ser introduït per Ole Barndorff-Nielsen, que el va estudiar en el context de la física de la sorra impulsada pel vent.

## Propietats
Aquesta classe està tancada sota transformacions afins.
Barndorff-Nielsen i Halgreen van demostrar que la distribució GIG és infinitament divisible i com que la distribució GH es pot obtenir com una barreja normal de variància-mitjana on la distribució de barreja és la distribució de Gauss inversa generalitzada, Barndorff-Nielsen i Halgreen van mostrar que la distribució de GH és infinita. divisible també.
Un punt important sobre les distribucions infinitament divisibles és la seva connexió amb els processos de Lévy, és a dir, en qualsevol moment del temps un procés de Lévy és infinitament divisible distribuït. Moltes famílies de distribucions infinitament divisibles conegudes s'anomenen tancades de convolució, és a dir, si la distribució d'un procés de Lévy en un moment determinat pertany a una d'aquestes famílies, llavors la distribució del procés de Lévy en tots els punts del temps pertany. a la mateixa família de distribucions. Per exemple, un procés de Poisson estarà distribuït de Poisson en tots els punts del temps, o un moviment brownià estarà distribuït normalment en tots els punts del temps. Tanmateix, un procés de Lévy que és hiperbòlic generalitzat en un moment determinat pot no ser hiperbòlic generalitzat en un altre moment. De fet, les distribucions generalitzades de Laplace i les distribucions de Gauss inverses normals són les úniques subclasses de les distribucions hiperbòliques generalitzades que es tanquen sota la convolució.

## Aplicacions
S'aplica principalment a àrees que requereixen una probabilitat suficient de comportament en camp llunyà, que pot modelar a causa de les seves cues semipesades — una propietat que no posseeix la distribució normal. La distribució hiperbòlica generalitzada s'utilitza sovint en economia, amb una aplicació particular en els camps de la modelització dels mercats financers i la gestió del risc, a causa de les seves cues semipesades.